# Kudwa
Kudwa es una ciudad censal situada en el distrito de Gondia en el estado de Maharashtra (India). Su población es de 11549 habitantes (2011). Se encuentra a 2 km de Gondia.

## Demografía
Según el censo de 2011 la población de Kudwa era de 11549 habitantes, de los cuales 6076 eran hombres y 5473 eran mujeres. Kudwa tiene una tasa media de alfabetización del 89,89%, superior a la media estatal del 82,34%: la alfabetización masculina es del 94,79%, y la alfabetización femenina del 84,51%.